# Liga BFA 2019 - Norte
A Liga BFA 2019 - Norte foi a primeira edição do campeonato de futebol americano da Região Norte do Brasil. A competição foi organizada pela Liga Brasil Futebol Americano sob chancela da Confederação Brasileira de Futebol Americano (CBFA). O campeão da Liga BFA - Norte não cruzou com nenhum campeão de outra liga em 2019, sendo uma liga totalmente independente do Campeonato Brasileiro. Em 2018 os times da região estiveram presente como uma divisão da Liga Nacional de Futebol Americano, então segunda divisão nacional.
O Manaus Broncos conquistou o título ao derrotar de virada o Vingadores FA na Arena da Amazônia.

## Fórmula de disputa
Os times foram divididos em duas divisões: Amazonas e Pará. Os times enfrentaram os adversários dentro de sua própria divisão. Os dois melhores colocadas de cada divisão avançaram à Final de Divisão. Os campeões de cada divisão se enfrentaram na Final da Liga. Os mandos de campo dos Playoffs foram sempre dos times com melhores campanhas.

### Critérios de desempate
Em caso de empate no número de vitórias, a classificação das equipes, dentro dos grupos, como também dentro de cada conferência deu-se pelos seguintes critérios, na ordem abaixo:
a) No caso de empate entre duas equipes: 
1. Vitória no confronto direto;
2. Maior força de tabela (que é a porcentagem obtida da razão entre o número total de vitórias pelo número total de partidas disputadas, de todos os adversários enfrentados por ela, na temporada regular);
3. Menor número de touchdowns cedidos.

b) No caso de empate entre mais de duas equipes, ou caso duas equipes empatadas não tenham confronto direto para desempate:
1. Maior força de tabela entre as equipes empatadas;
2. Maior número de vitórias nos confrontos entre as equipes empatadas;
3. Menor número de touchdowns cedidos.
4. Sorteio

## Equipes participantes
Este torneio contaria com a participação de dez equipes em suas duas divisões. Porém, houve a desistência das equipes Amazon Black Hawks, Manaus North Lions e Manaus Raptors, todas da Divisão Amazonas. Assim, essa divisão será disputada em uma série de melhor de cinco partidas entre as duas equipes restantes.
| Divisão Amazonas                                                                               | Divisão Pará                                                                 |
| ---------------------------------------------------------------------------------------------- | ---------------------------------------------------------------------------- |
| - Amazon Black Hawks - Manaus Broncos - Manaus Cavaliers - Manaus North Lions - Manaus Raptors | - Belém Titans - Paysandu Lobos - Remo Lions - Tupinambás FA - Vingadores FA |

## Divisão Amazonas
Campeão da divisão marcado em verde.
| Pos | Times            | V | E | D | PCT  | PF | PS | SP  |
| --- | ---------------- | - | - | - | ---- | -- | -- | --- |
| 1   | Manaus Broncos   | 3 | 0 | 1 | .750 | 44 | 24 | 20  |
| 2   | Manaus Cavaliers | 1 | 0 | 3 | .250 | 24 | 44 | -20 |

### Finais de Divisão
Jogo 1
| 4 de agosto 15:00 UTC -3 | Relatório | Manaus Broncos | 13–05 | Manaus Cavaliers |  | Estádio Álvaro Maranhão, Iranduba-AM |  |

Jogo 2
| 1 de setembro 09:00 UTC -3 | Relatório | Manaus Cavaliers | 13–00 | Manaus Broncos |  | Vila Olímpica, Manaus-AM |  |

Jogo 3
| 29 de setembro 15:00 UTC -3 | Relatório | Manaus Broncos | 25–03 | Manaus Cavaliers |  | Vila Olímpica, Manaus-AM |  |

Jogo 4
| 27 de outubro 13:00 UTC -3 | Relatório | Manaus Broncos | 06–03 | Manaus Cavaliers |  | CEPE, Manaus-AM |  |

## Divisão Pará

### Classificação da Temporada Regular
Classificados para a Final de Divisão estão marcados em verde.
| Pos | Times          | V | E | D | PCT   | PF  | PS  | SP   |
| --- | -------------- | - | - | - | ----- | --- | --- | ---- |
| 1   | Remo Lions     | 4 | 0 | 0 | 1.000 | 134 | 27  | 107  |
| 2   | Vingadores FA  | 3 | 0 | 1 | .750  | 143 | 24  | 119  |
| 3   | Belém Titans   | 2 | 0 | 2 | .500  | 90  | 63  | 27   |
| 4   | Paysandu Lobos | 1 | 0 | 3 | .250  | 26  | 126 | -100 |
| 5   | Tupinambás FA  | 0 | 0 | 4 | .000  | 0   | 153 | -153 |

#### Resultados
Primeira Rodada
| 21 de julho 09:00 UTC -3 | Relatório | Vingadores FA | 14–16 | Remo Lions |  | Escola Superior de Educação Física, Belém-PA |  |

| 21 de julho 14:30 UTC -3 | Relatório | Paysandu Lobos | 00–32 | Belém Titans |  | Escola Superior de Educação Física, Belém-PA |  |

Segunda Rodada
| 4 de agosto 14:00 UTC -3 | Relatório | Paysandu Lobos | 14–00 | Tupinambás FA |  | Escola Superior de Educação Física, Belém-PA |  |

| 4 de agosto 14:30 UTC -3 | Relatório | Belém Titans | 02–33 | Vingadores FA |  | Estádio Abelardo Conduru, Belém-PA |  |

Terceira Rodada
| 18 de agosto 09:00 UTC -3 | Relatório | Vingadores FA | 53–06 | Paysandu Lobos |  | Escola Superior de Educação Física, Belém-PA |  |

| 18 de agosto 10:00 UTC -3 | Relatório | Tupinambás FA | 00–47 | Remo Lions |  | Estádio Guioberto Alves, São Luís-MA |  |

Quarta Rodada
| 15 de setembro 09:00 UTC -3 | Relatório | Remo Lions | 30–07 | Belém Titans |  | Escola Superior de Educação Física, Belém-PA |  |

| 15 de setembro 09:00 UTC -3 | Relatório | Tupinambás FA | 00–43 | Vingadores FA |  | Estádio Guioberto Alves, São Luís-MA |  |

Quinta Rodada
| 5 de outubro 09:00 UTC -3 | Relatório | Remo Lions | 41–06 | Paysandu Lobos |  | Escola Superior de Educação Física, Belém-PA |  |

| 20 de outubro | W.O. | Belém Titans | 49–00 | Tupinambás FA |  |  |  |

### Final de Divisão
| 2 de novembro 18:30 UTC -3 | Relatório | Remo Lions | 20–31 | Vingadores FA |  | Escola Superior de Educação Física, Belém-PA |  |

## Final da Liga
| 30 de novembro 16:00 UTC -3 | Relatório | Manaus Broncos | 13–10 | Vingadores FA |  | Arena da Amazônia, Manaus-AM |  |

## Premiação
| Liga BFA 2019 - Norte              |
| Amazonas                           |
| ---------------------------------- |
| Manaus Broncos Campeão (1º título) |